# Microphysogobio pseudoelongatus
Microphysogobio pseudoelongatus är en fiskart som beskrevs av Zhao och Zhang 2001. Microphysogobio pseudoelongatus ingår i släktet Microphysogobio och familjen karpfiskar. Inga underarter finns listade i Catalogue of Life.